# 国神村
国神村（くにかみむら）は埼玉県の西部、秩父郡に属していた村。

## 地理
- 河川：荒川

## 歴史
- 1889年（明治22年）4月1日 - 町村制施行により、大淵村、金崎村、野巻村が合併し秩父郡国神村が成立する[1]。旧村は国神村の大字となる。村名の由来は金崎村に所在した小字の国神から[1][注釈 1]。
- 1943年（昭和18年）9月8日 - 戦時町村合併促進法により、皆野町、金沢村、日野沢村、三沢村、大田村、白鳥村の一部（下田野）と合併し美野町となる[2][3]。国神村の役場は美野町の出張所のひとつとなる。
- 1946年（昭和21年）12月1日 - 美野町が分割し、皆野町、国神村、金沢村、日野沢村、三沢村、大田村が成立する。旧白鳥村の一部（下田野）は皆野町に所属[2][3]。
- 1955年（昭和30年）3月1日 - 皆野町、金沢村、日野沢村と合併し皆野町を新設する[2]。
- 1957年（昭和32年）
  - 3月31日 - 皆野町が三沢村を編入する[2]。
  - 5月3日 - （大田村が高篠村とともに秩父市へ編入する[2]。）